# Ingrid Vang Nyman
Ingrid Vang Nyman (ur. 21 sierpnia 1916 w Vejen, zm. 13 grudnia 1959) – duńska ilustratorka książek dla dzieci.
W Polsce znana przede wszystkim z ilustracji do książek o Pippi Pończoszance autorstwa Astrid Lindgren.
| L.p. | Tytuł polski                              | Tytuł oryginalny                          | Tłumaczenie             | Rok pierwszego wydania w Szwecji | Rok pierwszego wydania w Polsce | Wydawnictwo           |
| ---- | ----------------------------------------- | ----------------------------------------- | ----------------------- | -------------------------------- | ------------------------------- | --------------------- |
| 1    | Pippi Pończoszanka                        | Pippi Långstrump                          | Irena Szuch-Wyszomirska | 1945                             | 1982                            | Nasza Księgarnia      |
| 2    | Pippi wchodzi na pokład                   | Pippi Långstrump går ombord               | Teresa Chłapowska       | 1946                             | 1984                            | Nasza Księgarnia      |
| 3    | Pippi na Południowym Pacyfiku             | Pippi Långstrump i Söderhavet             | Teresa Chłapowska       | 1948                             | 1990                            | Nasza Księgarnia      |
| 4    | Czy znasz Pippi Pończoszankę?             | Känner du Pippi Långstrump?               | Anna Węgleńska          | 1947                             | 2007                            | Wydawnictwo Zakamarki |
| 5    | Pippi na wyspie Kurrekurredutt            | Pippi Långstrump på Kurrekurreduttön      | Teresa Chłapowska       | 1948                             | 2008                            | Wydawnictwo Zakamarki |
| 6    | Pippi się wprowadza i inne komiksy        | Pippi flyttar in och andra serier         | Anna Węgleńska          | 1957-1958                        | 2015                            | Wydawnictwo Zakamarki |
| 7    | Pippi zawsze sobie poradzi i inne komiksy | Pippi ordnar allt och andra serier        | Anna Węgleńska          | 1957-1959                        | 2016                            | Wydawnictwo Zakamarki |
| 8    | Pippi nie chce być duża i inne komiksy    | Pippi vill inte bli stor och andra serier | Anna Węgleńska          | 1957-1959                        | 2020                            | Wydawnictwo Zakamarki |
| 9    | Pippi w parku                             | Pippi i Humlegården                       | Anna Węgleńska          | 1949                             | 2020                            | Wydawnictwo Zakamarki |